# Robin Lee Graham
Robin Lee Graham (n. 5 martie 1949, Orange, California, SUA) este un navigator american, care adolescent fiind, în vara anului 1965, a început să călătorească cu o ambarcațiune în întreaga lume, ca navigator solitar. Revista National Geographic a publicat povestea în mai multe episoade (octombrie 1968, aprilie 1969, octombrie 1970), iar el a scris o carte împreună cu Derek L. T. Gill, intitulată Dove („Porumbelul”), în care detaliază călătoria.
Înainte de a începe călătoria în toată lumea, Graham a navigat singur din California în Hawaii la 21 iulie 1965. Totuși, el a declarat punctul oficial de plecare al călătoriei sale în jurul lumii, ca fiind Hawaii, unde el și familia sa locuiau în acel timp. La vârsta de șaisprezece ani, a început să navigheze spre vest în sloopul său de 24 de picioare (7 metri).
Inițial i s-au dat doi pisoi pentru companie, pe care i-a numit Joliette și Suzette și care în călătoriile sale s-au pierdut, dar mereu și-a lut altele cu el, ultimele fiind Kili, Pooh și Piglet. S-a căsătorit în timpul călătoriei cu Patti și după aproape cinci ani, a încheiat călătoria în Los Angeles, deși punctul de plecare a fost în Hawaii. El și soția sa, Patti Ratterree, au participat scurt timp la cursurile Universității Stanford, apoi s-au stabilit în Montana.
Cartea despre călătoriile sale intitulată Dove după numele sloopului cu care a făcut călătoria, a fost publicată în anul 1972. Voiajul său a fost ecranizat de regizorul Charles Jarrott, în filmul Porumbelul în 1974. În 1983 a fost publicată o continuare a cărții, Home Is The Sailor.

## Vezi și
- Navigator solitar
- Porumbelul film din 1974

## Legături externe
- Porumbelul la Internet Movie Database